# Third (Portishead)
Third è il terzo album in studio della band trip hop inglese Portishead, pubblicato a distanza di undici anni dal precedente lavoro, il 28 aprile 2008 dalla Island Records in Gran Bretagna, il 29 aprile 2008 dalla Mercury Records negli Stati Uniti e il 30 aprile 2008 dalla Universal Music Japan in Giappone. 

## Tracce
1. Silence (Barrow, Gibbons, Utley) - 4:59
2. Hunter (Barrow, Gibbons, Utley) - 3:57
3. Nylon Smile (Barrow, Gibbons, Utley) - 3:16
4. The Rip (Barrow, Gibbons, Utley) - 4:30
5. Plastic (Barrow, Gibbons, Utley) - 3:27
6. We Carry On (Barrow, Gibbons, Utley) - 6:27
7. Deep Water (Barrow, Gibbons, Utley) - 1:30
8. Machine Gun (Barrow, Gibbons) - 4:43
9. Small (Barrow, Gibbons, Utley) - 6:45
10. Magic Doors (John Baggott, Barrow, Gibbons) - 3:32
11. Threads (Barrow, Gibbons, Utley) - 5:47